# Ложбан
Ло́жбан (ложб. lojban, от logji bangu — логический язык) — плановый язык, созданный в 1987 году Группой логического языка (англ. The Logical Language Group, ложб. la .lojbangirz.) на основе предшествующего проекта логлан с целью выпустить в кратчайшие сроки стабильную версию языка, свободно доступную для всех желающих.
Отличительными свойствами ложбана от других искусственных языков являются: однозначный синтаксис и в рамках его большая свобода выражения, способность выразить тонкие оттенки эмоций и лёгкая распознаваемость на слух.
На языке ложбан существует раздел Википедии, который содержит 1339 статей.

## Особенности языка ложбан
Ложбан отличается от других плановых языков набором следующих характеристик:
- ложбан в значительной степени подчиняется принципу наименьшего усилия Ципфа[англ.]. Это означает, что в ложбане, к примеру, не обязательно указывать грамматическое время глагола или число у существительных, если они и так ясны из контекста
- в морфологии и орфографии ложбана нет исключений
- ложбан — это язык с полностью описанным синтаксисом (в форматах YACC и Грамматика, разбирающая выражение, поэтому структура ложбанского текста может быть легко проанализирована компьютером)
- в лексике ложбана большое количество междометий (ложб. cnima'o, англ. attitudinal), что позволяет выражать тонкие различия в эмоциях и отношению к окружающему
- грамматика ложбана основана на логике предикатов и способна точно выразить сложные логические конструкции
- ложбан ориентирован на культурную нейтральность
- ложбан прост для изучения по сравнению с естественными языками.

Ложбан (как и его предшественник логлан) входит в семейство искусственных языков логического типа.
Первоначальной целью проекта ложбан было создать версию логлана, свободную от лицензионных ограничений. На настоящий момент у ложбана есть и другие цели:
- исследование гипотезы лингвистической относительности Сепира — Уорфа
- исследования по когнитивной лингвистике
- оптимизация взаимодействия между человеком и компьютером, использование для извлечения информации из баз знаний, для машинного перевода
- исследования по искусственному интеллекту и машинному анализу речи
- использование ложбана как общеобразовательного предмета, развивающего мыслительные способности
- наконец, просто как средство для творчества.

## Алфавит. Звуки. Специальные символы

### Гласные
| буква | название | произношение |
| ----- | -------- | ------------ |
| a     | .abu     | папа         |
| e     | .ebu     | это          |
| i     | .ibu     | мир          |
| o     | .obu     | тот          |
| u     | .ubu     | шум          |
| y     | .ybu     | ми́гом (шва)  |

Символом «y» обозначается «шва» — короткая безударная гласная, нечто среднее между «э», «а» и «о». В словах, где «y» находится в предпоследнем слоге, ударение ставится на слоге, предшествующем предпоследнему (то есть на третьем слоге с конца). В остальных словах ударение ставится на предпоследнем слоге — за исключением односложных слов, являющихся безударными.

### Согласные
| буква | название | произношение |
| ----- | -------- | ------------ |
| b     | by.      | быть         |
| c     | cy.      | шар          |
| d     | dy.      | дать         |
| f     | fy.      | телефон      |
| g     | gy.      | гора         |
| j     | jy.      | женщина      |
| k     | ky.      | кот          |
| l     | ly.      | луна         |
| m     | my.      | мама         |
| n     | ny.      | нос          |
| p     | py.      | запад        |
| r     | ry.      | рубль        |
| s     | sy.      | сосед        |
| t     | ty.      | тут          |
| v     | vy.      | вода         |
| x     | xy.      | хорошо       |
| z     | zy.      | злой         |

### Дифтонги(некоторые примеры)
Сочетания гласных букв, которые произносятся как один слог
| сочетание букв | произношение   |
| -------------- | -------------- |
| ai             | май            |
| au             | аура           |
| ei             | действо        |
| oi             | плохой         |
| ia             | яма            |
| ie             | еда            |
| iu             | юла            |
| ua             | англ. waah!    |
| ue             | англ. question |
| uo             | англ. quote    |
| ui             | англ. we       |

### Специальные символы
В ложбане не требуется использования знаков пунктуации, структура предложения однозначно определяется без их помощи (то есть, неоднозначные фразы наподобие «казнить нельзя помиловать» в ложбане принципиально невозможны). Можно рассматривать это иначе: в ложбане роль знаков препинания играют отдельные слова. Например, пара lu … li'u примерно соответствует кавычкам, xu — вопросительному знаку и т. п. Знаки препинания, используемые в русском и английском языках, типа « ! ? » могут использоваться в стилистических целях для повышения удобства читаемости текста человеком.
Тем не менее, в ложбане применяется три небуквенных символа, это «.» — точка, «,» — запятая и «'» — апостроф.
Апостроф «'» является одной из букв ложбанского алфавита. Ему обычно соответствует отсутствующий в русском языке согласный звук [h], который в английском языке обычно записывается буквой h.
Апостроф не является полностью самостоятельной согласной, обычно он разделяет две гласные, чтобы они не сливались в один звук. Например, ui произносится уи, а u’i будет у-h-и.
Точка «.» обозначает короткую паузу между словами. Перед любым словом, начинающимся с гласной, полагается ставить точку.
Запятые редко встречаются в ложбане, они позволяют явно указать границы слогов в слове. Обычно это может применяться в записи имен собственных (cmevla). Например, при помощи запятой можно предотвратить образование дифтонга двумя подряд идущими согласными: «ais» читается как «айс», «a,is» — как «аис». Запятая играет исключительно роль рекомендации, иное произношение не является ошибкой.
Прописные буквы используются в ложбане для указания ударения, отличного от стандартного, на предпоследнем слоге. Например, имя Juliette нужно писать .DJUli,et. в случае английского произношения и .juLIET. в случае французского.

### Zbalermorna
Для записи ложбана также был придуман отдельный алфавит — zbalermorna

## Грамматика ложбана
В ложбане всего три «части речи». Одна, называемая brivla (предикаты), объединяет глаголы, прилагательные и имена нарицательные. Сюда входят gismu (1342 пятибуквенных слова, представляющие основу словарного запаса ложбана), заимствованные слова (fu'ivla) и составные слова, составленные из gismu или fu'ivla (lujvo). Другая группа (cmevla) — имена собственные (c читается как русская «ш»). Третья (cmavo) покрывает служебные слова: артикли, числительные, междометия, предлоги, частицы, показатели времени и места. Эти cmavo, которых насчитывается около 600 (не считая комбинаций), в свою очередь подразделяются на классы (selma'o), которые ближе к понятию собственно частей речи (напр. класс UI содержит междометия). В ложбане нет наречий и прилагательных в том смысле, в каком они есть в индоевропейских языках. Имеется большой выбор артиклей (gadri, подкласс cmavo), которые могут указывать на дистрибутивность, массив, множество или типичный элемент. Отсутствует склонение и спряжение слов по падежам, числам, лицам или времени. Время указывается отдельными cmavo. Число, как грамматическая категория, отсутствует; соответствующее значение передается аналитически.
Как подобает логическому языку, ложбан содержит набор как логических союзов (выражающих простые логические бинарные операции), так и не-логических союзов.
Типологически ложбан принадлежит к языкам класса SVO (порядок слов подлежащее-сказуемое-прямое дополнение), хотя любой другой порядок тоже возможен. Определение предшествует определяемому слову. Словообразование синтетическое: большинство gismu имеет от одной до трёх трёхбуквенных форм, называемых rafsi и использующихся в словосложении. Например, gasnu значит «вызывать», «приводить к», а соответствующее rafsi — gau — используется в качестве суффикса, образующего т. н. каузативы: carna = «вращаться» — cargau = «поворачивать», citka = «есть» — ctigau = «кормить».

### cmavo
Вспомогательные слова, называемые cmavo, служат для связи других слов (как предлоги или союзы), другие делают brivla существительными (как артикли), третьи выражают эмоции и фактически являются междометиями.
В таблице приведены некоторые из междометий.
| слово | значение                 |
| ----- | ------------------------ |
| .a'o  | надежда                  |
| .au   | желание                  |
| .a'u  | интерес                  |
| .ie   | соглашение               |
| .i'e  | одобрение                |
| .ii   | опасение                 |
| .iu   | любовь                   |
| .oi   | недовольство             |
| .ua   | достижение (эврика!)     |
| .ue   | неожиданность            |
| .u'e  | восторг                  |
| .ui   | счастье                  |
| .u'i  | радость, веселье, (смех) |
| .u'u  | извинение                |
| .uu   | жалость, симпатия        |

Любое из этих отношений можно поменять на противоположное, добавив nai, например .uinai нужно понимать как «испытываю несчастье». Также их можно комбинировать, например .iu.uinai обозначает «несчастлив в любви». Таким образом можно передавать эмоции, для которых нет соответствующего понятия в том или ином естественном языке.

### cmevla
cmevla используются преимущественно для образования имён собственных (хотя для них можно использовать и selbri).
Существуют некоторые правила, которым cmevla должны соответствовать, поэтому некоторые имена переносятся в ложбан из других языков без изменений, а другие должны быть «ложбанизированы». Для этого имя, во-первых, записывается с использованием только ложбанских букв (учитывая, что их звучание в ложбане отличается от английского). Например: английское Anne будет .an., Ахмет будет .axmet., Эдвард будет .eduard., английское Ibrahim будет .IBraxim. или .IBra'im.
Важным правилом для ложбанизированных собственных имён является то, что последняя буква в слове должна быть согласной. Это правило введено для предотвращения путаницы, все другие слова в ложбане заканчиваются на гласную. Обычно рекомендуется при необходимости завершать имя буквой s или убирать последнюю гласную. Например, «Маша» ложбанизируется как .macas. или .mac., «Джо» будет .djos.
Ещё одно правило касается ударения. Ударение в ложбане делается на предпоследнем слоге, и если в имени собственном ударение ставится иначе, то необходимо использовать прописные буквы. Например: Friedrich Nietzsche будет .fridrix.nitcys., Napoleon Bonaparte будет .napole,ON.bonaPART.

## Сравнение ложбана и логлана
- gismu ложбана в большей части случаев резко отличаются от прим логлана по звучанию, хотя предикативная структура часто у схожих по смыслу слов аналогична
- отсутствие первого заполненного места у selbri образует императив в логлане. В ложбане же незаполненное selbri просто имеет более широкий смысл, который может включать и императив:

mi kamla в логлане означает «Я иду/шёл/буду идти», в ложбане mi klama означает «Я иду/шёл/буду идти»
kamla в логлане означает «Иди!», в ложбане klama означает «Иди!» либо «[кто-то] идёт/шёл/будет идти»
- грамматикой логлана не описывается математическая нотация
- по данным на 2014 год, активность логлан-сообщества значительно ниже, чем у ложбан-сообщества